# تپه چشمه آقا
تپه چشمه آقا مربوط به دوره اشکانیان است و در شهرستان سنقر، بخش کلیائی، روستای خانقاه سفلی واقع شده و این اثر در تاریخ ۱۱ مرداد ۱۳۸۴ با شمارهٔ ثبت ۱۲۵۲۳ به‌عنوان یکی از آثار ملی ایران به ثبت رسیده است.